# Коковино (Московская область)
Коковино — деревня в Рузском районе Московской области, входящая в сельское поселение Колюбакинское. Население — 28 чел. (2010). До 2006 года Коковино входило в состав Барынинского сельского округа
Деревня расположена в центре района, примерно в 6 километрах к северо-востоку от Рузы, по правому берегу малой речки Калперна (левый приток реки Малиновки), высота центра над уровнем моря 222 м. Ближайшие населённые пункты около 2 километров на восток — Никольское севернее и Орешки — южнее.

## Население
| 2002 | 2006 | 2010 |
| ---- | ---- | ---- |
| 146  | ↘20  | ↗28  |